# Experiencer
Unter einem Experiencer (von englisch to experience „erfahren, erleben, erleiden“) versteht man in der Linguistik einen Handlungsteilnehmer innerhalb eines Satzes, der das Ereignis, das durch die Handlung bezeichnet wird, wahrnimmt bzw. empfindet, z. B. Paul in dem Satz Paul hört Musik. Der Experiencer stellt dabei eine semantische Rolle dar.
Als Verben, die als Handlungsteilnehmer einen Experiencer erfordern, kommen im Deutschen z. B. vor:
- sehen, hören (Verben der Wahrnehmung)
- wissen, glauben (kognitive Verben)
- wollen, lieben
- frieren

Substantive oder Pronomen, die als Experiencer fungieren, können morphologisch ganz unterschiedlich gekennzeichnet werden. Das heißt, die betreffenden Nominalphrasen (NPs) können je nach Art der beschriebenen Handlung oder Eigenschaft in verschiedenen grammatischen Fällen stehen. Im Deutschen kommen dafür Nominativ, Dativ und Akkusativ in Betracht:
- Ich friere. (Nominativ)
- Mir ist kalt. (Dativ)
- Mich friert (es). (Akkusativ)

In einigen Sprachen, vor allem in Südasien, können Experiencer Eigenschaften des Subjekts übernehmen, auch wenn sie keinen Subjektskasus tragen.
Der Begriff geht auf die Kasusgrammatik von Charles J. Fillmore zurück, wird heute aber auch in anderen sprachwissenschaftlichen Theorien verwendet. Auch die latinisierte Form (das) Experiens kommt vor.